# Arabia (przedsiębiorstwo)
Arabia – fińskie przedsiębiorstwo produkcji ceramiki użytkowej i artystycznej.

## Historia
Przedsiębiorstwo zostało założone w 1873 roku w Helsinkach jako oddział szwedzkiego producenta Rörstranda. Pierwsza fabryka ceramiki rozpoczęła działalność w 1874 roku. Pierwsi pracownicy zostali sprowadzeni ze Szwecji z uwagi na brak odpowiednio wykwalifikowanej siły roboczej w Finlandii. Fabryka obsługiwała rynek fiński ale przede wszystkim produkowała na rynek rosyjski. Początkowo bazowała na wzorach Rörstranda, a własne projekty zaczęto realizować od 1893 roku. W 1877 roku rozpoczęto produkcję porcelany a w 1893 majoliki. 
Projektantami pracującymi dla Arabii byli m.in. Thure Öberg (1871–1935) – dyrektor artystyczny firmy, Kaj Franck, Ulla Procopé, Birger Kaipiainen i Inkeri Leivo. W roku 1900 Arabia zdobyła złoty medal na paryskiej wystawie światowej. W 1912 roku ogłosiła pierwszy konkurs dla projektantów, który wygrał Eric O. W. Ehrström. Kolejne nagrody projektanci Arabii zdobywali na mediolańskim triennale w 1951, 1954 i 1957 roku.
W 1990 roku Arabia została przejęta wraz z innymi producentami szkła i ceramiki Iittalą i Rörstrandem przez Hackmann&Co. Następnie przedsiębiorstwo weszło w skład Iittala Group, która w 2007 roku została przejęta przez Fiskars.  

## Produkty

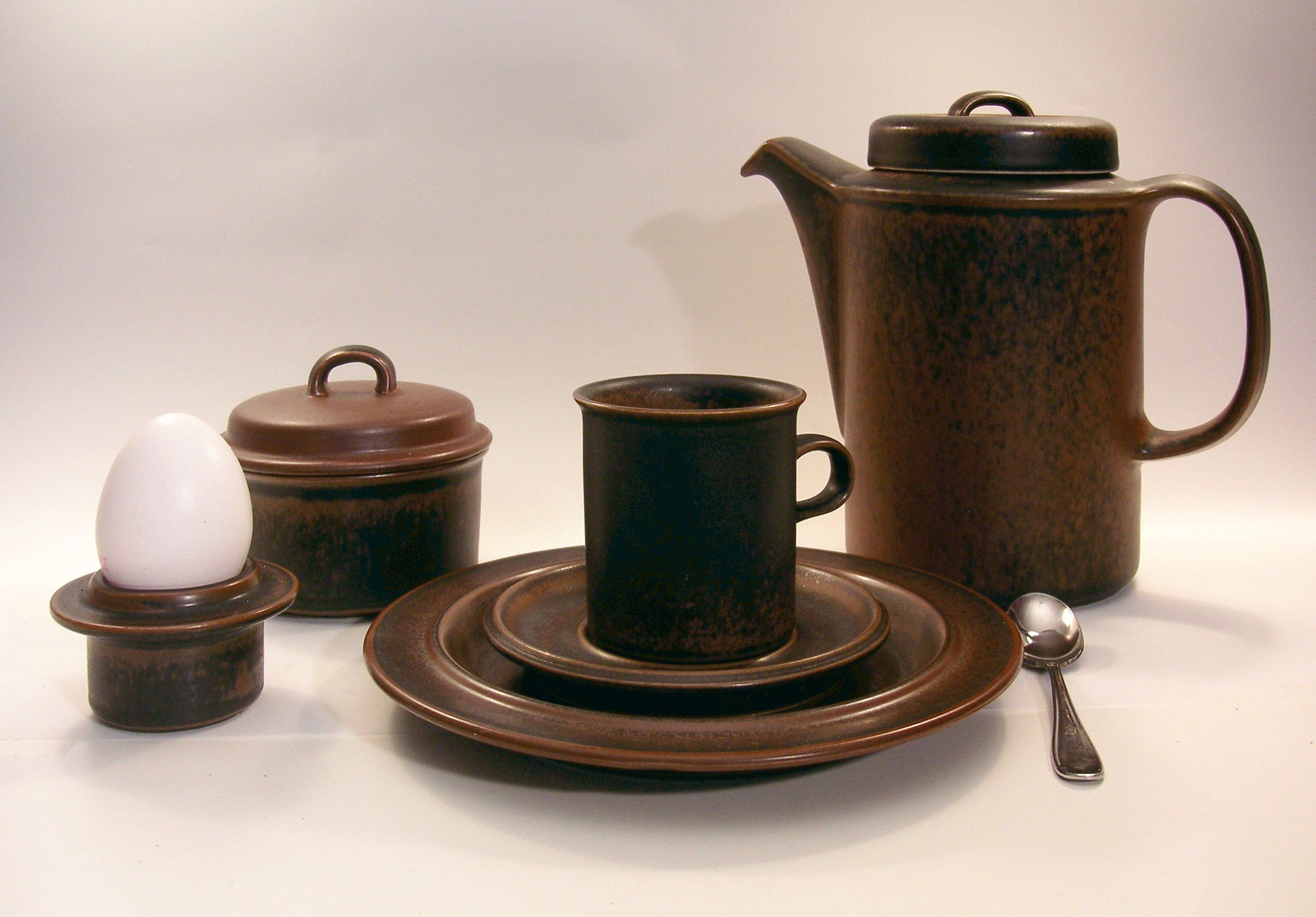
Serwis z lat 70. XX wieku
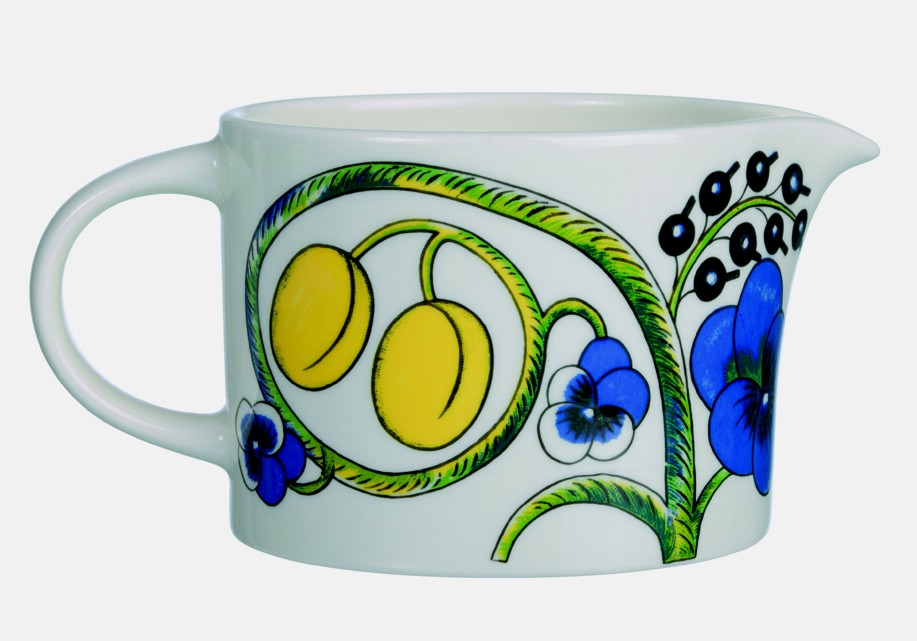
Sosjerka z serii „Paratiisi” projektu Birger Kaipiainen; seria w ciągłej sprzedaży od 1970 roku